# Обстріли Чугуєва
Обстріли Чугуєва — систематичне завдання артилерійських та ракетних ударів російськими військами по цивільній інфраструктурі міста Чугуєва та навколишніх населених пунктів Харківської області під час вторгнення Росії в Україну. Обстріли тривають від 24 лютого 2022 року.

## Перебіг подій (2022)

### Лютий
24 лютого росіяни вдарили по Чугуївській авіабазі, де розміщувалися безпілотники Baykar Bayraktar TB2. Після атаки американська компанія Maxar опублікувала супутникові знімки, на яких зображено пошкодження в результаті ракетного удару. Згідно з розвідувальною інформацією з відкритих джерел, в результаті атаки були пошкоджені склади пального та інша інфраструктура аеропорту.

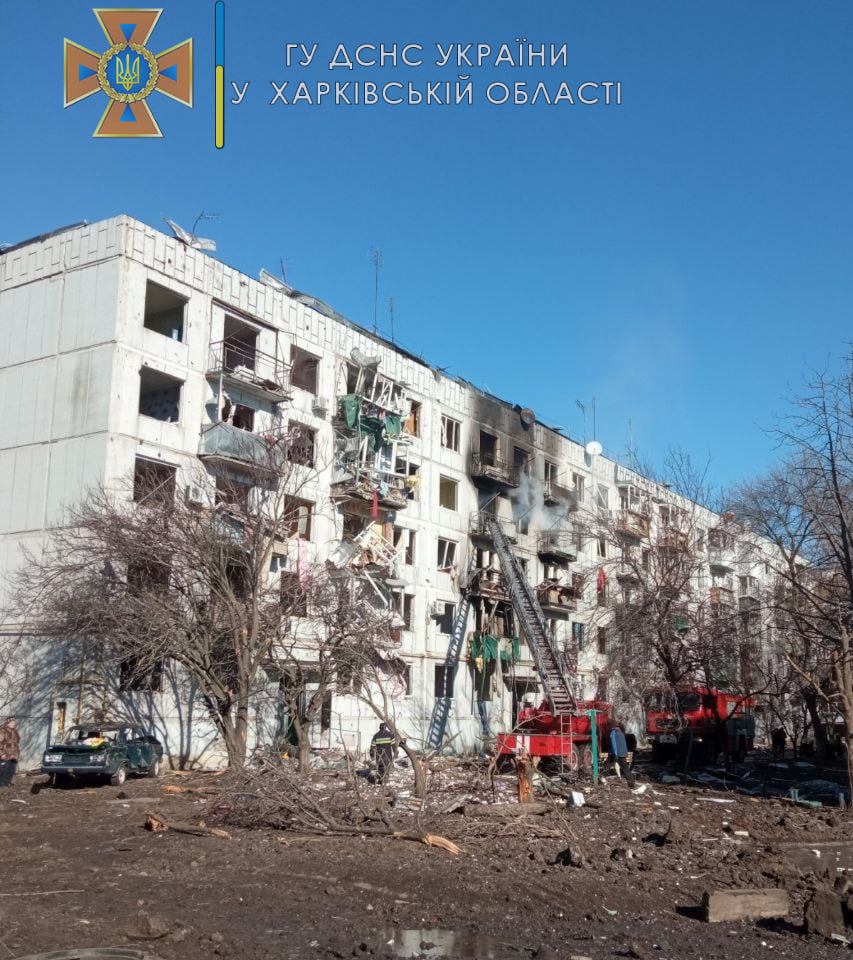
Будинок після обстрілу 24 лютого 2022 року

О 08:23 надійшло повідомлення про пожежу у житловому п'ятиповерховому будинку № 157, що виникла внаслідок обстрілу російськими військами. Загинув неповнолітній хлопчик, наявні поранені.
25 лютого надвечір місто було окуповано російськими військовими зі складу першої танкової армії Збройних сил РФ, шостої та двадцятої загальновійськової армії.

### Березень
1 березня російські війська обстріляли місто, біля аеродрому було чути потужні вибухи.
7 березня ЗСУ звільнили місто від окупантів. Державна служба спеціального зв'язку та захисту інформації України повідомляє, що ЗС РФ зазнала великих втрат, зокрема було вбито командира 61-ї окремої бригади морської піхоти ЗС РФ полковника Дмитра Сафронова та заступника командира 11-ї окремої десантно-штурмової бригади ПДВ ЗС РФ підполковника Дениса Глєбова.
13 березня місто було закрито на в'їзд, в'їзд було дозволено місцевим жителям та гумконвоям.
29 березня у Чугуївському районі автомобіль наїхав на міну, двоє людей загинуло, п'ятеро постраждали, серед них шестимісячна дитина.

### Квітень
24 квітня від російських обстрілів у місті постраждало шестеро людей. Під час артилерійського обстрілу загинув 59-річний чоловік, прокуратура відкрила кримінальне провадження, також було поранено 12-річного підлітка.
27 квітня внаслідок атак росіян було пошкоджено будинки, двоє поранених.
29 квітня росіяни обстріляли Чугуїв, почалася пожежа в господарчих приміщеннях.

### Червень
21 червня місто було знову обстріляно росіянами, в результаті загинуло шестеро осіб, трьох було поранено.

### Липень

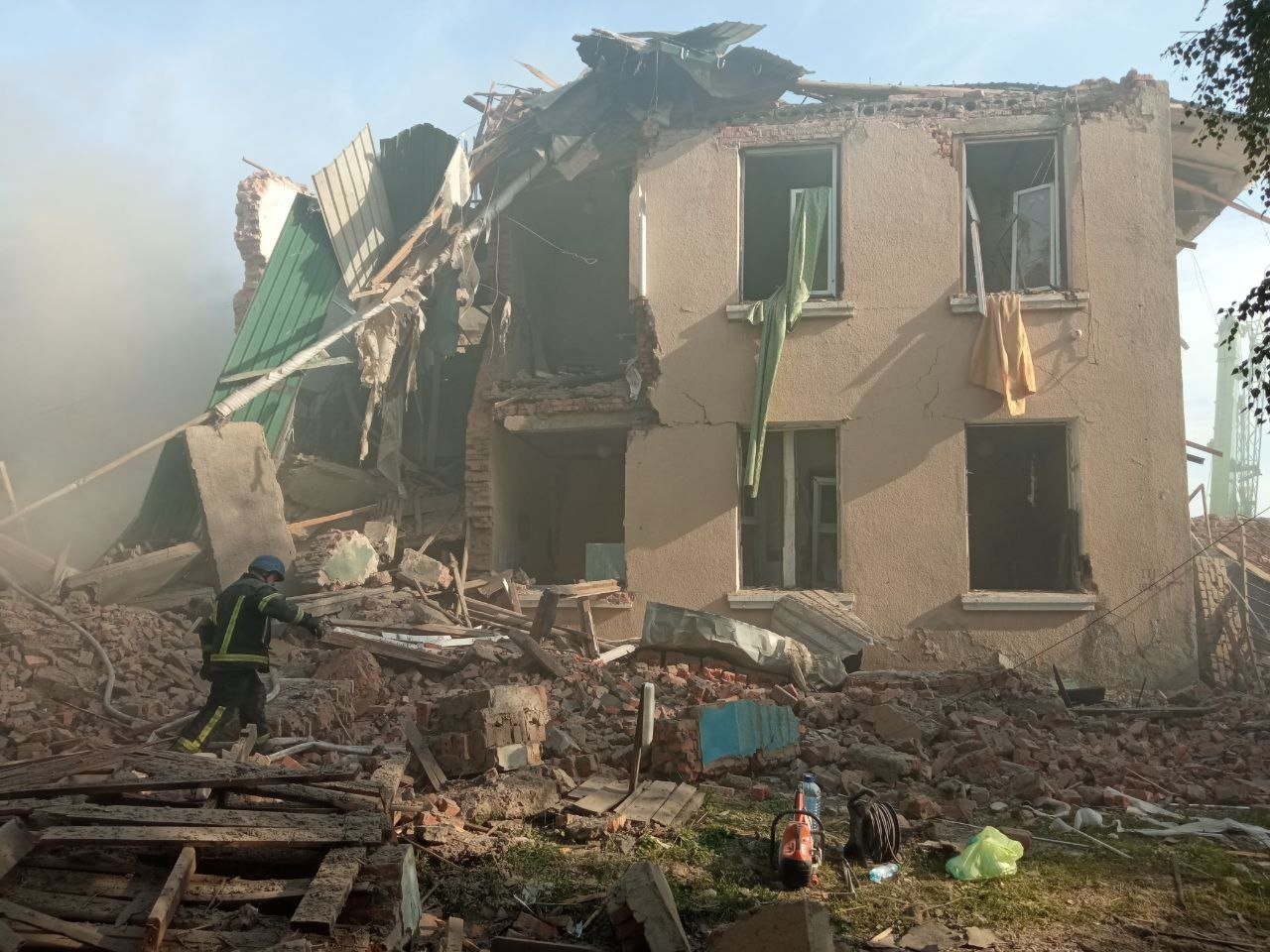
Будинок культури після обстрілу 25 липня 2022 року

Вночі проти 16 липня окупанти завдали ракетного удару по місту, троє людей загинуло, трьох було поранено.
17 липня, вранці, в місті пролунав потужний вибух, при цьому повітряної тривоги не було.
25 липня, вночі, російська армія ракетними ударами зруйнувала в місті будинок культури, школу та тепломережі одного з мікрорайонів. Під завалами будинку культури знайдено трьох загиблих, які укривалися в його підвалі; ще чотирьох людей з-під завалів врятовано.

### Листопад
25 листопада, ввечері, ворог обстріляв місто ракетами С-300, пошкоджено нежитлові приміщення. Постраждалих не було..

## Перебіг подій (2025)

### Липень
18 липня 2025 року, близько 04:40, російські окупанти завдали удар по одному з житлових мікрорайонів міста. Пошкодженні житлові будинки, дільниця сімейного лікаря та заклад освіти, є поранені серед місцевого населення.